# جام در جام اروپا ۷۳–۱۹۷۲
فصل ۷۳–۱۹۷۲، از مسابقات فوتبال جام برندگان جام اروپا، با برتری ۱ بر ۰ آ.ث. میلان مقابل لیدز یونایتد در فینال این رقابت‌ها و در ورزشگاه کفتنزاگلیو به پایان رسید.
مدافع عنوان قهرمانی باشگاه فوتبال رنجرز به دلیل اغتشاشات شدید در فینال جام در جام اروپا ۱۹۷۲ از حضور در این رقابت‌ها محروم شد.

## دور اول
| تیم #۱                         | در مجموع.                       | تیم #۲                       | دور رفت               | دور برگشت             |
| ------------------------------ | ------------------------------- | ---------------------------- | --------------------- | --------------------- |
| باشگاه فوتبال باستیا           | 1–2                             | باشگاه فوتبال اتلتیکو مادرید | 0–0 (گزارش) (گزارش ۲) | 1–2 (گزارش) (گزارش ۲) |
| باشگاه فوتبال اسپارتاک مسکو    | 1–0                             | باشگاه فوتبال ادو دن هاخ     | 1–0 (گزارش) (گزارش ۲) | 0–0 (گزارش) (گزارش ۲) |
| Víkingur                       | 0–11                            | باشگاه فوتبال لگیا ورشو      | 0–2 (گزارش) (گزارش ۲) | 0–9 (گزارش) (گزارش ۲) |
| Red Boys Differdange           | 1–7                             | باشگاه فوتبال آ.ث. میلان     | 1–4 (گزارش) (گزارش ۲) | 0–3 (گزارش) (گزارش ۲) |
| Pezoporikos                    | 2–6                             | Cork Hibernians              | 1–2 (گزارش) (گزارش ۲) | 1–4 (گزارش) (گزارش ۲) |
| باشگاه فوتبال شالکه ۰۴         | 5–2                             | Slavia Sofia                 | 2–1 (گزارش) (گزارش ۲) | 3–1 (گزارش) (گزارش ۲) |
| Floriana                       | 1–6                             | باشگاه فوتبال فرنتس‌واروش     | 1–0 (گزارش) (گزارش ۲) | 0–6 (گزارش) (گزارش ۲) |
| باشگاه فوتبال استاندارد لیژ    | 3–4                             | باشگاه فوتبال اسپارتا پراگ   | 1–0 (گزارش) (گزارش ۲) | 2–4 (گزارش) (گزارش ۲) |
| باشگاه فوتبال کارل زایس ینا    | 8–4                             | MP                           | 6–1 (گزارش) (گزارش ۲) | 2–3 (گزارش) (گزارش ۲) |
| باشگاه فوتبال آنکاراگوچو       | 1–2                             | باشگاه فوتبال لیدز یونایتد   | 1–1 (گزارش) (گزارش ۲) | 0–1 (گزارش) (گزارش ۲) |
| باشگاه فوتبال راپید وین        | 2–2 (قانون گل زده در خانه حریف) | باشگاه فوتبال پائوک          | 0–0 (گزارش) (گزارش ۲) | 2–2 (گزارش) (گزارش ۲) |
| باشگاه فوتبال راپید بخارست     | 3–1                             | Landskrona BoIS              | 3–0 (گزارش) (گزارش ۲) | 0–1 (گزارش) (گزارش ۲) |
| باشگاه فوتبال اسپورتینگ پرتغال | 3–7                             | باشگاه فوتبال هیبرنین        | 2–1 (گزارش) (گزارش ۲) | 1–6 (گزارش) (گزارش ۲) |
| Fremad Amager                  | 1–1 (قانون گل زده در خانه حریف) | Besa Kavajë                  | 1–1 (گزارش) (گزارش ۲) | 0–0 (گزارش) (گزارش ۲) |
| باشگاه فوتبال زوریخ            | 2–3                             | باشگاه فوتبال رکسهام         | 1–1 (گزارش) (گزارش ۲) | 1–2 (گزارش) (گزارش ۲) |
| باشگاه فوتبال هایدوک اسپلیت    | 2–0                             | باشگاه فوتبال فردریکستاد     | 1–0 (گزارش) (گزارش ۲) | 1–0 (گزارش) (گزارش ۲) |

## دور دوم
| تیم #۱                       | در مجموع.                       | تیم #۲                      | دور رفت               | دور برگشت                        |
| ---------------------------- | ------------------------------- | --------------------------- | --------------------- | -------------------------------- |
| باشگاه فوتبال اتلتیکو مادرید | 5–5 (قانون گل زده در خانه حریف) | باشگاه فوتبال اسپارتاک مسکو | 3–4 (گزارش) (گزارش ۲) | 2–1 (گزارش) (گزارش ۲)            |
| باشگاه فوتبال لگیا ورشو      | 2–3                             | باشگاه فوتبال آ.ث. میلان    | 1–1 (گزارش) (گزارش ۲) | 1–2(وقت اضافه) (گزارش) (گزارش ۲) |
| Cork Hibernians              | 0–3                             | باشگاه فوتبال شالکه ۰۴      | 0–0 (گزارش) (گزارش ۲) | 0–3 (گزارش) (گزارش ۲)            |
| باشگاه فوتبال فرنتس‌واروش     | 3–4                             | باشگاه فوتبال اسپارتا پراگ  | 2–0 (گزارش) (گزارش ۲) | 1–4 (گزارش) (گزارش ۲)            |
| باشگاه فوتبال کارل زایس ینا  | 0–2                             | باشگاه فوتبال لیدز یونایتد  | 0–0 (گزارش) (گزارش ۲) | 0–2 (گزارش) (گزارش ۲)            |
| باشگاه فوتبال راپید وین      | 2–4                             | باشگاه فوتبال راپید بخارست  | 1–1 (گزارش) (گزارش ۲) | 1–3 (گزارش) (گزارش ۲)            |
| باشگاه فوتبال هیبرنین        | 8–2                             | Besa Kavajë                 | 7–1 (گزارش) (گزارش ۲) | 1–1 (گزارش) (گزارش ۲)            |
| باشگاه فوتبال رکسهام         | 3–3 (قانون گل زده در خانه حریف) | باشگاه فوتبال هایدوک اسپلیت | 3–1 (گزارش) (گزارش ۲) | 0–2 (گزارش) (گزارش ۲)            |

## یک‌چهارم نهایی
| تیم #۱                      | در مجموع. | تیم #۲                      | دور رفت               | دور برگشت             |
| --------------------------- | --------- | --------------------------- | --------------------- | --------------------- |
| باشگاه فوتبال اسپارتاک مسکو | 1–2       | باشگاه فوتبال آ.ث. میلان    | 0–1 (گزارش) (گزارش ۲) | 1–1 (گزارش) (گزارش ۲) |
| باشگاه فوتبال شالکه ۰۴      | 2–4       | باشگاه فوتبال اسپارتا پراگ  | 2–1 (گزارش) (گزارش ۲) | 0–3 (گزارش) (گزارش ۲) |
| باشگاه فوتبال لیدز یونایتد  | 8–1       | باشگاه فوتبال راپید بخارست  | 5–0 (گزارش) (گزارش ۲) | 3–1 (گزارش) (گزارش ۲) |
| باشگاه فوتبال هیبرنین       | 4–5       | باشگاه فوتبال هایدوک اسپلیت | 4–2 (گزارش) (گزارش ۲) | 0–3 (گزارش) (گزارش ۲) |

## نیمه‌نهایی
| تیم #۱                     | در مجموع. | تیم #۲                      | دور رفت | دور برگشت |
| -------------------------- | --------- | --------------------------- | ------- | --------- |
| باشگاه فوتبال آ.ث. میلان   | 2–0       | باشگاه فوتبال اسپارتا پراگ  | 1–0     | 1–0       |
| باشگاه فوتبال لیدز یونایتد | 1–0       | باشگاه فوتبال هایدوک اسپلیت | 1–0     | 0–0       |

## فینال
| باشگاه فوتبال آ.ث. میلان | ۱–۰           | باشگاه فوتبال لیدز یونایتد |
| ------------------------ | ------------- | -------------------------- |
| لوچانو کیاروجی ۴'        | گزارش گزارش ۲ |                            |